# Imre Varga
Imre Varga (Siófok, 1 de novembre de 1923 - Budapest, 9 de desembre de 2019) va ser un escultor, pintor, dissenyador i artista gràfic hongarès. Va ser considerat com un dels artistes vius més importants d'Hongria.

## Biografia
Varga va estudiar aeronàutica a l'Acadèmia Militar de Budapest. Durant la Segona Guerra Mundial, va servir com a oficial a la Força Aèria Hongaresa abans de ser fet presoner de guerra per l'exèrcit dels Estats Units. Va tornar a Hongria el 1945 i es va dedicar a les arts visuals. De 1950 a 1956, Varga va estudiar a l'Acadèmia Hongaresa de Belles Arts de Budapest amb Sándor Mikus i Pál Pátzay, on es va graduar. Des de llavors, Varga va realitzar estàtues i monedes, així com obres monumentals en espais públics.
Una de les seves obres més conegudes és el Memorial de l'Holocaust, situat darrere de la Gran Sinagoga de Budapest. El monument està construït amb la forma d'un desmai amb els noms de les víctimes hongareses de l'Holocaust a les fulles. A la dècada del 1970 Varga va trencar amb el monumentalisme corrent dels països comunistes. Va crear una àmplia gamma d'obres, amb estàtues dedicades a Franz Liszt, György Lukács, Lenin, Raoul Wallenberg, Winston Churchill, Béla Bartók, Konrad Adenauer i Charles de Gaulle.